# Jigawa Golden Stars
Der Jigawa Golden Stars FC ist ein 1992 gegründeter nigerianischer Fußballverein aus Dutse, der aktuell in der ersten Liga, der Nigeria Professional Football League, spielt.
Der Verein ist auch unter dem Nickname Badaru Boys bekannt.

## Stadion
Der Verein trägt seine Heimspiele im Hadejia Stadium in Hadejia (Nigeria) aus. Das Stadion hat ein Fassungsvermögen von 15.000 Personen.
Koordinaten: 12° 28′ 25″ N, 10° 1′ 53″ O

## Saisonplatzierung
| Saison  | Liga                                 | Level | Platz | Nigerian FA Cup | Nigeria Super Cup | Nigeria Super Four |
| ------- | ------------------------------------ | ----- | ----- | --------------- | ----------------- | ------------------ |
| 2019/20 | Nigeria Professional Football League | 1     | 18.   |                 |                   |                    |

1. ↑  Die Saison wurde nach dem 25. Spieltag abgebrochen.

## Trainerchronik
| Trainer       | Nation  | von             | bis             |
| ------------- | ------- | --------------- | --------------- |
| Rabiu Tata    | Nigeria | 1. Juli 2019    | 20. Januar 2020 |
| Gilbert Opana | Nigeria | 20. Januar 2020 | heute           |